# والتر میلر (هنرپیشه)
والتر میلر (انگلیسی: Walter Miller؛ ۹ مارس ۱۸۹۲ – ۳۰ مارس ۱۹۴۰) یک هنرپیشه اهل ایالات متحده آمریکا بود.
از فیلم‌ها یا مجموعه‌های تلویزیونی که وی در آن‌ها نقش داشته است می‌توان به ورای رنگین‌کمان اشاره نمود.